# Мала Чаломија
Мала Чаломија (слч. Malá Čalomija) насељено је мјесто са административним статусом сеоске општине (слч. obec) у округу Вељки Кртиш, у Банскобистричком крају, Словачка Република.

## Становништво
| Година:    | 1994. | 2004. | 2014.    | 2024.   |
| ---------- | ----- | ----- | -------- | ------- |
| Број људи: | 252   | 252   | 213      | 194     |
| Разлика:   |       | +0 %  | -15,47 % | -8,92 % |

| Година:    | 2023. | 2024.   |
| ---------- | ----- | ------- |
| Број људи: | 185   | 194     |
| Разлика:   |       | +4,86 % |

Према подацима о броју становника из 2011. године насеље је имало 211 становника.